# Süleyman Abay
Süleyman Abay (* 13. Mai 1973 in Giresun) ist ein türkischer Fußballschiedsrichter.

## Werdegang
Während seiner Jugendzeit zog Abay von seiner Geburtsstadt Giresun nach Istanbul um. Hier legte er auch seine Schiedsrichterprüfung ab. Er durchlief die TFF 3. Lig und TFF 2. Lig jeweils für drei Jahre, um im Jahr 2002 seinen Aufstieg in die zweite Liga zu feiern. Nur zwei Jahre später erfolgte sein Debüt in der höchsten türkischen Fußballliga, der Süper Lig. Sein erstes Spiel in der höchsten Spielklasse war die Begegnung Akçaabat Sebatspor – Diyarbakırspor am 22. August 2004.